# Huỳnh đàn hồ đào
Dysoxylum juglans là một loài thực vật có hoa trong họ Meliaceae. Loài này được (Hance) Pellegr. mô tả khoa học đầu tiên năm 1911.